# Portland Inlet
Portland Inlet – zatoka Oceanu Spokojnego w kanadyjskiej prowincji Kolumbia Brytyjska. Ma około 40 km długości oraz do 13 km szerokości.
Portland Inlet na zachodzie łączy się z Chatham Sound oraz Dixon Entrance, na północ od miasta Prince Rupert. Na wschodzie rozgałęzia się na Portland Canal (jeden z najdłuższych fiordów na świecie), Khutzeymateen Inlet, Observatory Inlet oraz Nass Bay (estuarium rzeki Nass). W wodach zatoki znajdują się wyspy Pearse Island oraz Somerville Island.
Zatoka została odkryta i nazwana przez George'a Vancouvera w 1793 roku.